# Bêlit

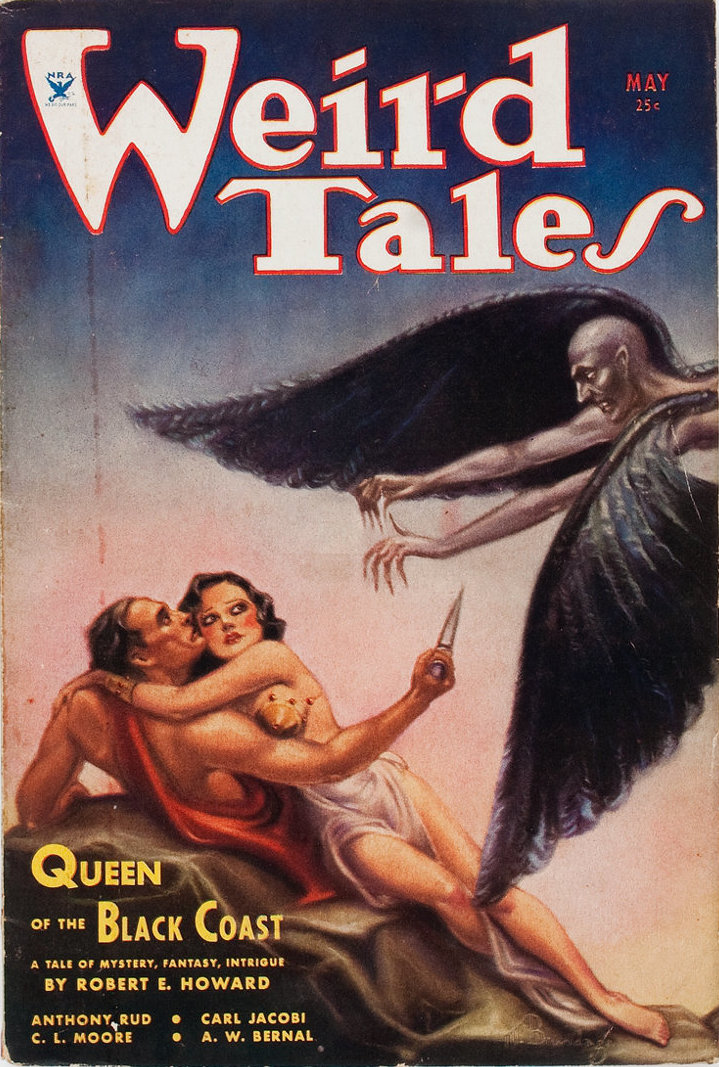
Bêlit y Conan bajo ataque - Una pintura de Margaret Brundage para la portada del número de mayo de 1934 de Weird Tales

Bêlit es un personaje del universo de ficción de Conan el Bárbaro, la principal y más duradera relación romántica del personaje.

## Historia

### Juventud
Hija de Atrahasis, rey de la Ciudad-Estado shemita de Asgalun, desde niña su padre la llevó a navegar por los mares a bordo de la nave Tigress. Su educación estuvo a cargo de N'Yaga, un chamán emigrado de las Islas Negras del sur. 
De niña presenció el asesinato de su padre a manos de los stygianos, ayudados por Nim Karrak, hermano de Atrahasis, que había planeado secretamente una rebelión. N'Yaga, ayudado por los guardias del palacio escapó hacia el mar con Bêlit y una pequeña tripulación de hombres leales. Llegaron hasta las Islas del Sur, que eran la patria del chamán, pero momentos después del desembarco, los nativos asesinaron a la tripulación de hombres blancos.
N'Yaga y Bêlit se salvaron gracias a los trucos de magia que el brujo efectuó con los polvos explosivos de los templos de Ishtar, Ashtoreth y Adonis que llevaba ocultos en su túnica. Los nativos reconocieron el nombre de N'Yaga, que había dejado la aldea muchos años antes, e intimidados por el hecho de que Bêlit en shemita significa diosa, los albergaron en su tribu. N'Yaga fomentó la creencia de que ella era la hija de Derketa, diosa de la muerte en las islas. Según la leyenda, la hija de esta diosa tendría la piel muy blanca.

### Madurez
Bêlit creció como un muchacho más de la tribu, y llegada a la madurez participó en el ritual de iniciación de los guerreros, a pesar de la oposición de Uzumi, el jefe de la tribu. Éste, con la intención de deshacerse de ella, la sometió a una prueba imposible, recuperar el Ojo de Dagón, una joya de plata que había caído en manos de los Moradores de las Colinas, una raza de hombres-gusano que habitaban en las profundidades de la tierra. N'Yaga entregó secretamente a Bêlit un frasco con plata líquida, sabiendo que los moradores eran casi ciegos y esperando que no pudieran distinguir este metal de la joya.
Ella aprovechó el momento en que los Moradores se pasaban la joya de mano en mano para recuperarla, pero olvidó reemplazarla por el frasco. Cuando llegó a la aldea, Uzumi ordenó a sus hombres que mataran a Bêlit y N'Yaga, pero ella reaccionó violentamente, abalanzándose sobre el jefe y obligándolo a proclamarla diosa delante de todos, así como a tragar la plata líquida. Los Moradores habían seguido a Bêlit hasta la aldea, y sintiendo la plata dentro del cuerpo de Uzumi, se lo llevaron a sus profundidades para recuperar el metal.
Los hombres de la tribu se convencieron de la divinidad de Bêlit por el hecho de haber recuperado el Ojo de Dagón. Ella formó una tripulación de piratas, y a bordo de una nave a la que llamó Tigress, como la de su padre, se dedicó a saquear las naves hyborianas que se aventuraban al sur, con el fin de reunir un tesoro para mantener un ejército con el que atacar Asgalun, matar a Nin-Karrak y recuperar el trono de su padre.

### Vida con Conan
Su carrera solitaria de pirata duró cerca de tres años, hasta que conoció a Conan de Cimmeria, de quien se enamoró después de saquear la nave donde viajaba. Juntos saquearon las naves procedentes de los reinos hyborianos durante dos años.
En una incursión en su ciudad natal, Bêlit se enteró por medio de Nim-Karrak de que su padre no había muerto, sino que era prisionero de los estigios. Con la ayuda de Conan, el guerrero kushita Zula y la esclava Neftha, planeó su rescate. 
Bêlit y Conan volvieron al mar y continuaron sus aventuras en la Costa Negra a bordo del Tigress, hasta el asesinato de la pirata en las cercanías del Río Negro.